# Estelas cántabras

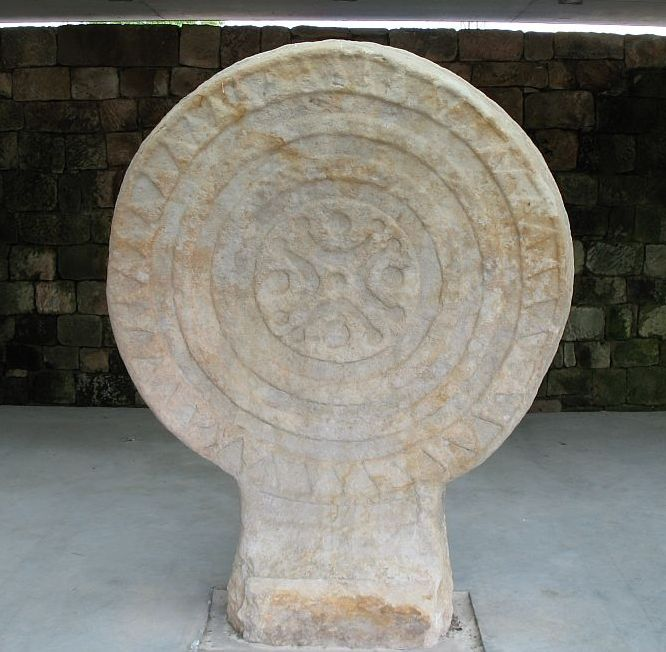
Estela de Barros en el parque de las Estelas de Barros.

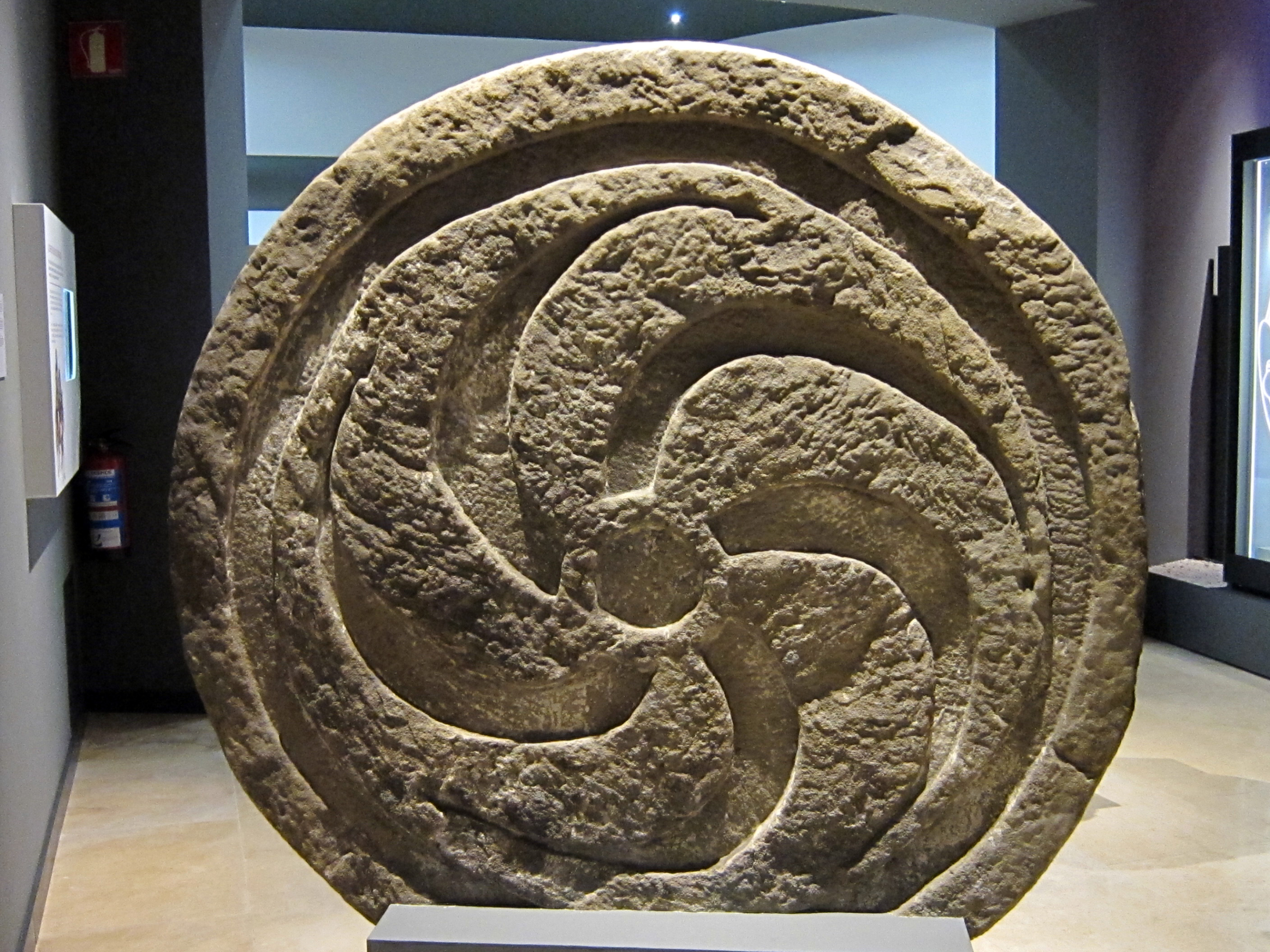
Segunda estela de Lombera en el Museo de Prehistoria y Arqueología de Cantabria.

El lábaro, basado en el diseño de la estela cántabra de Barros, es una interpretación contemporánea del antiguo estandarte militar llamado cantabrum.

Las estelas cántabras son discos de piedra monolíticos de diferentes dimensiones, cuyos primeros ejemplares fueron tallados en los siglos previos a la romanización de Cantabria. En su ornamentación habitual figuran esvásticas, trisqueles, cruces, hélices, aspas, guerreros o representaciones funerarias prerromanas. La más famosa es la estela de Barros, la cual puede verse en el parque de Las Estelas de la localidad de Barros, en Los Corrales de Buelna (Cantabria). Esta estela forma parte del actual escudo de Cantabria y el significado del tetrasquel está relacionado con el culto lunar. En el parque de las Estelas, además de la famosa estela o rueda de Barros (como se la conoce en la zona), podemos apreciar otra estela de mayor tamaño. La estela de Barros es una estela discoide gigante, tipo que llama mucho la atención y que supone, precisamente por su tamaño, una de las mayores diferenciaciones con las estelas encontradas en otros lugares del norte de España.
Otras estelas encontradas están expuestas en el Museo de Prehistoria y Arqueología de Cantabria en Santander (MUPAC). Se trata de dos estelas halladas en Lombera conocidas como la primera estela de Lombera y la segunda estela de Lombera, otra encontrada en Zurita que lleva decoración iconográfica (en una de sus caras observamos como un buitre se abalanza sobre un guerrero caído) y otra más proveniente de las cercanías del castro de la Espina del Gallego. A su vez, se han encontrado fragmentos de otras estelas cántabras, como la tercera de Lombera, y el de la Estela de San Vicente de Toranzo, donde en una de sus caras aparece representado un guerrero cántabro a caballo, además de otras menores.
Las estelas cántabras son el testimonio más importante de los pueblos cántabros prerromanos y uno de los signos más representativos de la Cantabria actual, y se siguieron utilizando en Cantabria durante la Edad Media e incluso durante el periodo Barroco, a semejanza de las antiguas, pero perdiendo en parte su forma discoide y sustituyéndose los motivos solares centrales por cruces. Las estelas discoideas medievales y modernas fueron también típicas de otras regiones del norte peninsular, encontrándose numerosos ejemplares, además de en Cantabria, en el País Vasco, y varios en Navarra.

## Repercusión actual

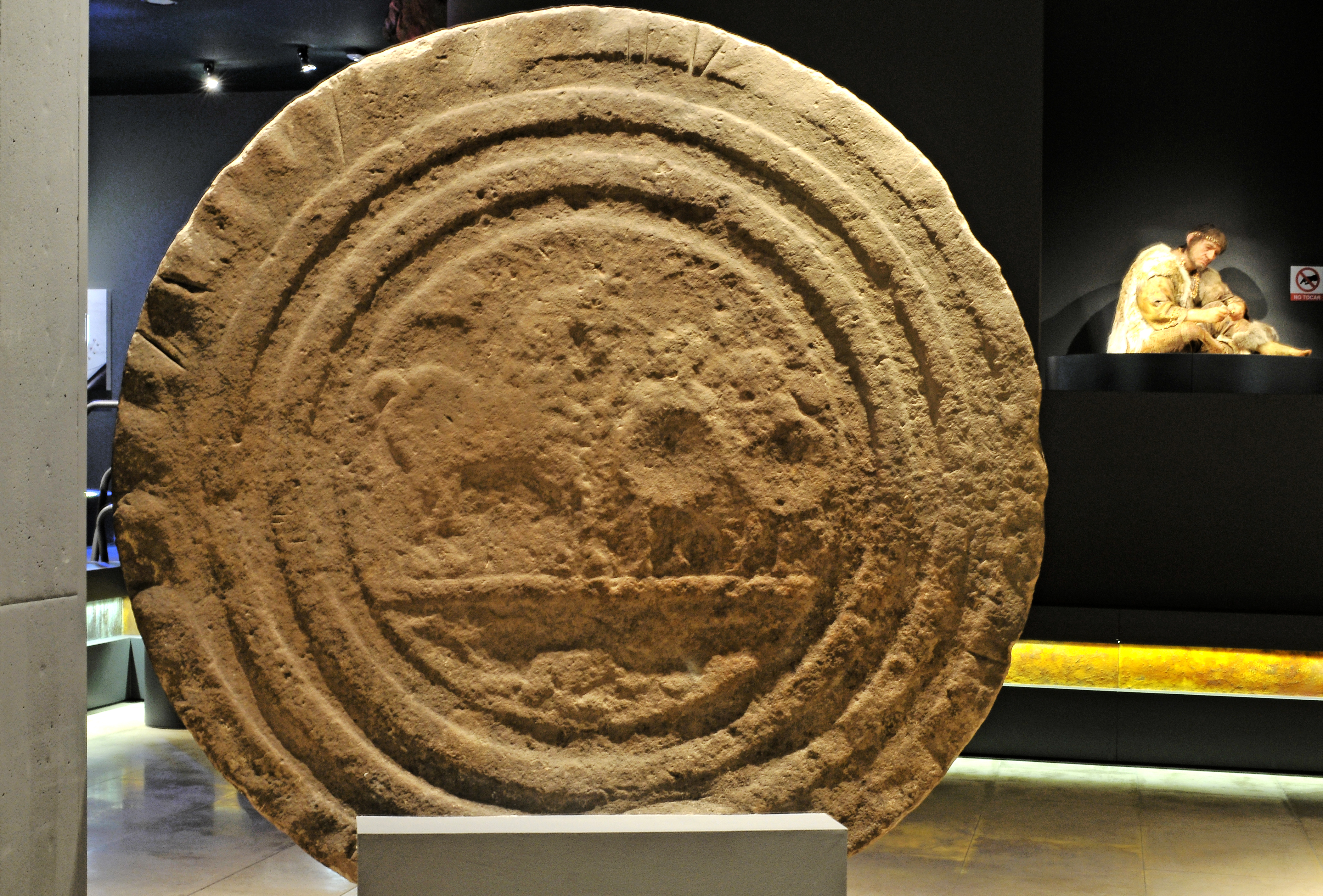
Estela de Zurita.

Las estelas tienen un importante simbolismo en la actual Cantabria. El Escudo de la Comunidad representa una estela y también una interpretación contemporánea de estas estelas da origen al Lábaru, una bandera de uso muy extendido en Cantabria. De la misma manera, los canteros y artistas de muchos lugares de Cantabria reproducen antiguas estelas o crean otras nuevas semejantes a aquellas, labradas en piedra o madera, que sirven como adornos a veces de nuevas construcciones. De la misma manera las reproducciones de estelas, en madera o metálicas, son habituales en colgantes y pequeñas figuras, todo lo cual da una idea de la importancia que tienen como símbolo regional.

## Estelas cántabras de época prerromana - romana
Aunque los antiguos cántabros produjeron muchas estelas, las más conocidas son las estelas gigantes, de las cuales se conocen cinco, habiéndose descubierto cuatro de ellas en el valle de Buelna. Habitualmente están fechadas entre el siglo I a. C. y el siglo I d. C., si bien hay divergencias y algunas podrían ser incluso del siglo V o siglo VI a. C.
| Nombre              | Diámetro (cm) | Época                         | Lugar del descubrimiento        | Ubicación actual                                 |
| ------------------- | ------------- | ----------------------------- | ------------------------------- | ------------------------------------------------ |
| Estela de Barros 1  | 166           | siglo III a. C.               | Barros, Los Corrales de Buelna  | Parque de las Estelas de Barros.                 |
| Estela de Barros 2  | 200           |                               | Barros, Los Corrales de Buelna  | Parque de las Estelas de Barros.                 |
| Estela de Lombera 1 | 170           |                               | Lombera, Los Corrales de Buelna | Museo de Prehistoria y Arqueología de Cantabria. |
| Estela de Lombera 2 | 170           |                               | Lombera, Los Corrales de Buelna | Museo de Prehistoria y Arqueología de Cantabria. |
| Estela de Zurita    | 200           | siglo I a. C. - siglo I d. C. | Zurita                          | Museo de Prehistoria y Arqueología de Cantabria. |

| Nombre                | Diámetro (cm) | Época                         | Lugar del descubrimiento        | Ubicación actual                                 |
| --------------------- | ------------- | ----------------------------- | ------------------------------- | ------------------------------------------------ |
| Estela de Lombera 3   | 130           |                               | Lombera, Los Corrales de Buelna | No está expuesta.                                |
| Estela de Luriezo     | 136           | siglo I a. C. - siglo I d. C. | Luriezo                         | Iglesia de Luriezo.                              |
| Estela de Toranzo     |               |                               | Espina del Gallego              | Museo de Prehistoria y Arqueología de Cantabria. |
| Estela de Guardarriba |               |                               | Cieza                           | Cementerio de Cieza.                             |